# Alfaroa hondurensis
Alfaroa hondurensis là một loài thực vật]] thuộc họ Juglandaceae. Đây là loài đặc hữu của Honduras.